# تپه اطراف شهر سوخته ۱۷۱
تپه اطراف شهر سوخته شماره ۱۷۱ مربوط به هزاره دوم و ۳ قبل از میلاد است و در شهرستان زابل، بخش شیب اب، دهستان لوتک، روستای حومه شهر سوخته، ۹ کیلومتری شمال غرب پایگاه باستان‌شناسی شهر سوخته واقع شده و این اثر در تاریخ ۲۳ بهمن ۱۳۸۵ با شمارهٔ ثبت ۱۷۳۲۴ به‌عنوان یکی از آثار ملی ایران به ثبت رسیده است.